# 妙法寺 (村上市)
妙法寺（みょうほうじ）は、新潟県村上市寺町にある日蓮宗の寺院で山号は久遠山という。旧本山は大本山妙顕寺(四条門流)、通師法縁。堀丹後守の家臣堀大膳の墓、小谷松帰一の句碑がある。宗宝として日蓮真筆断簡（鎌倉時代）を所蔵する。付近は寺町で長法寺、妙法寺、西真寺などがある。

## 歴史
天正4年（1576年）久成院日扇が創建した。文化2年（1805年）本堂、庫裡、山門、番神堂、三重塔等の諸堂を焼失した。現在の本堂はその後の再建である。

## 境内
- 本堂
- 小谷松帰一の句碑　春の立つしるしやかすむ雪の山

## 歴代
- 久成院日扇